# Zwycięski gol
Zwycięski gol (ang. A Shot at Glory) – amerykańsko-brytyjski film obyczajowy z 2000 roku.

## Główne role
- Robert Duvall - Gordon McCloud
- Michael Keaton - Peter Cameron
- Ally McCoist - Jackie McQuillan
- Ida Schuster - Wee Brenda
- Alex Howden - Horace
- Bill Murdoch - Desmond
- John McVeigh - Ian McVeigh
- Scott G. Anderson - Alan Barnes
- Cole Hauser - Kelsey O'Brian
- John Martin - Brian Burns

## Fabuła
Gordon McCloud jest trenerem drugoligowego klubu piłkarskiego. Pod naciskiem jego właściciela przyjmuje gwiazdę amerykańskiej piłki Jackiego McQuillana, swojego byłego zięcia. Ma to poprawić sytuację finansową drużyny i nie dopuścić do jej przeniesienia z dala od pełnego wiernych fanów miasta, w którym gra od blisko wieku. Gordon będzie musiał się zmierzyć także z samym sobą.